# Pfarrkirche Ebensee am Traunsee

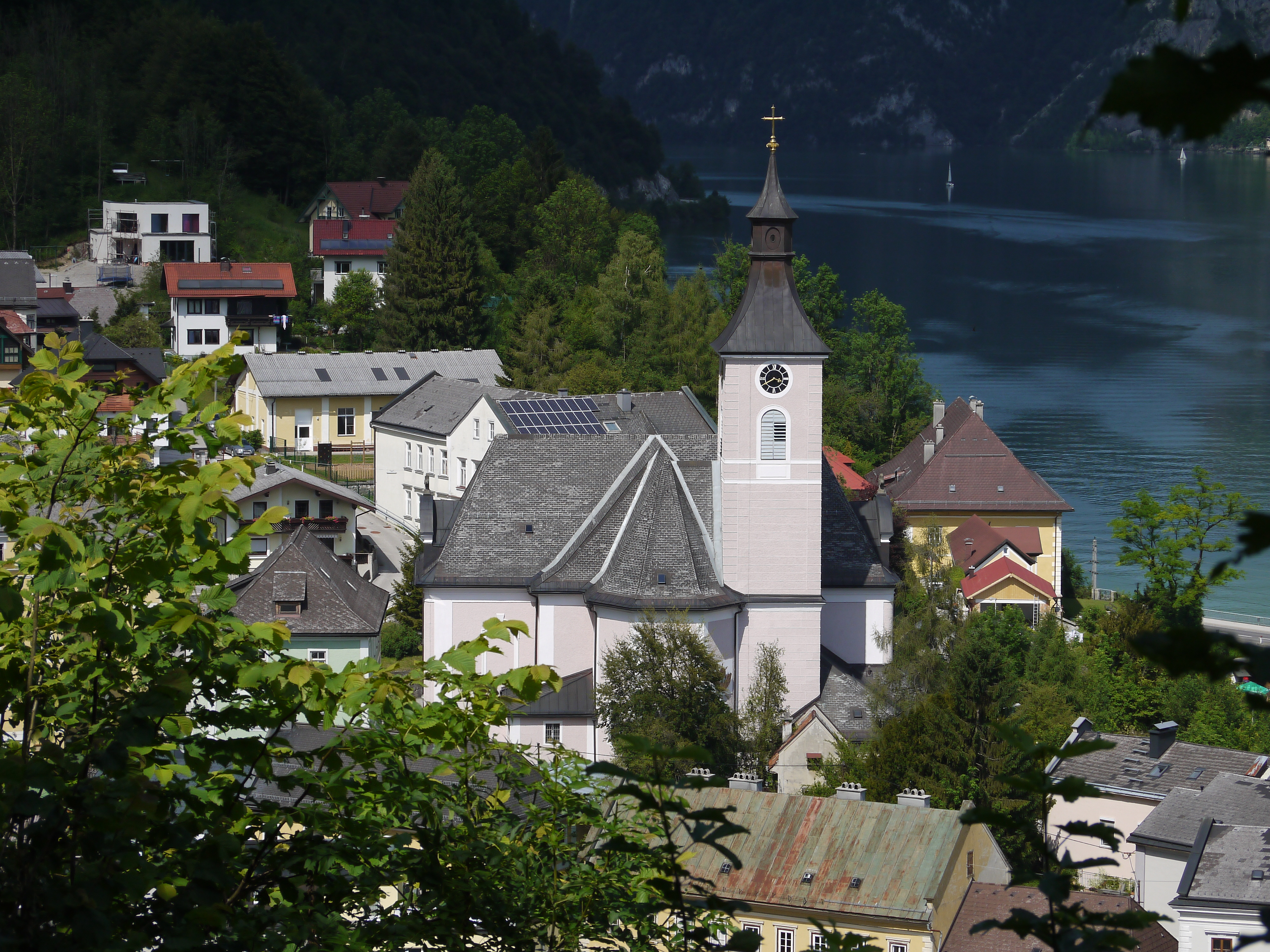
Die Pfarrkirche Ebensee am Traunsee

Die römisch-katholische Pfarrkirche Ebensee am Traunsee steht erhöht am nördlichen Ende des Ortskerns der Gemeinde Ebensee am Traunsee im Bezirk Gmunden in Oberösterreich. Sie ist dem heiligen Josef geweiht und gehört zum Seelsorgeraum Ebensee im Dekanat Bad Ischl. Die Kirche steht unter Denkmalschutz (Listeneintrag).

## Geschichte

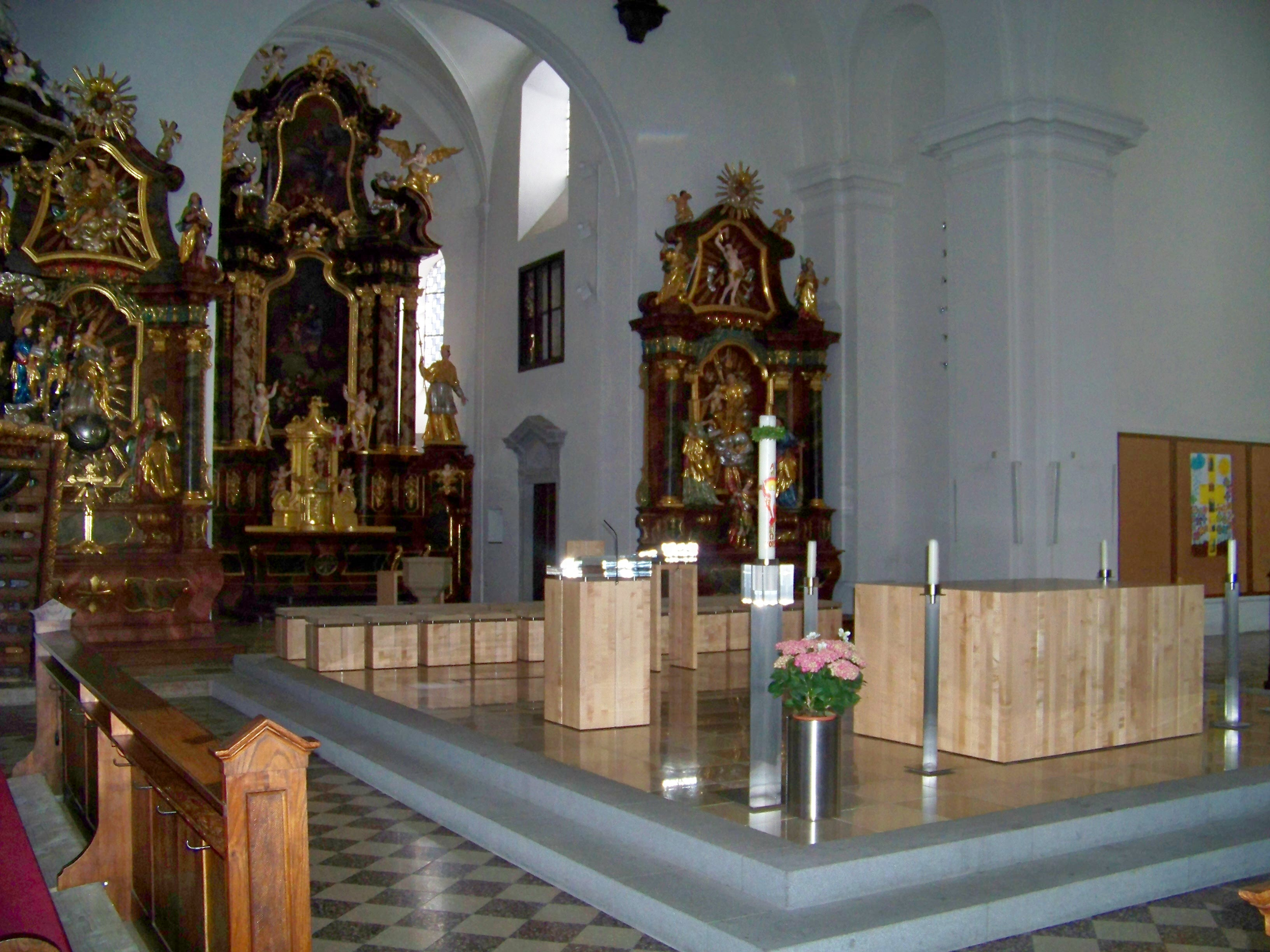
Pfarrkirche Ebensee am Traunsee, Volksaltar

Ebensee wurde über lange Zeit seelsorglich vom Kloster Traunkirchen betreut. Die Gläubigen mussten zum Gottesdienst mit dem Boot über den See rudern. Dies war teilweise gefährlich – so starben zwischen 1700 und 1701 31 Menschen bei der Überfuhr. Trotzdem dauerte es noch einige Zeit bis zu einer eigenen Pfarrkirche. Ab 1656 wurde der Josefskapelle im Gebäude der Salinenverwaltung ein Kaplan zugeteilt.
Erst 1726 genehmigte Kaiser Karl einen Kirchenbau im Ortszentrum von Ebensee. 1729 konnte die vom Linzer Architekten Johann Michael Prunner geplante Kirche als Filiale von Traunkirchen eingeweiht werden. 1786 erfolgte die Erhebung zur eigenständigen Pfarrkirche durch Kaiser Joseph II.
1835 wurde das Salinengebäude durch einen Großbrand zerstört, ebenso der hölzerne Kirchturm.
In den Jahren 1910/11 wurde die Kirche erweitert.
1999 bis 2004 wurde die Pfarrkirche umfassend innen und außen restauriert, und im Zuge dessen auch nach der erneuerten Liturgie im Sinne des Zweiten Vatikanischen Konzils umgestaltet. Ein Block Sitzreihen wurde entfernt und der Volksaltar in diese Fläche vorgeschoben sowie die Seitenbänke zur Mitte hin gedreht.

## Kirchenbau

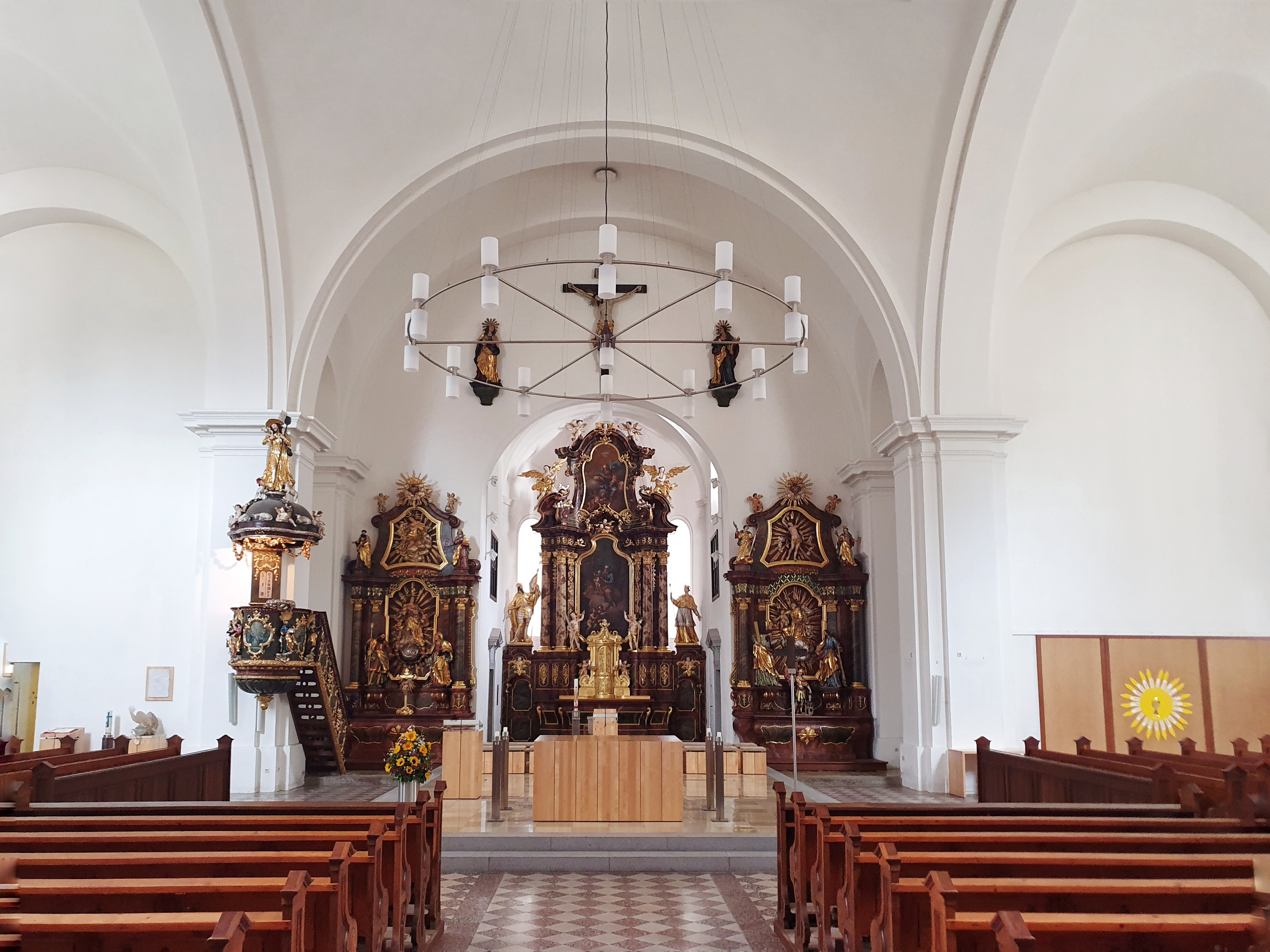
Blick durch das Kirchenschiff zum Chor

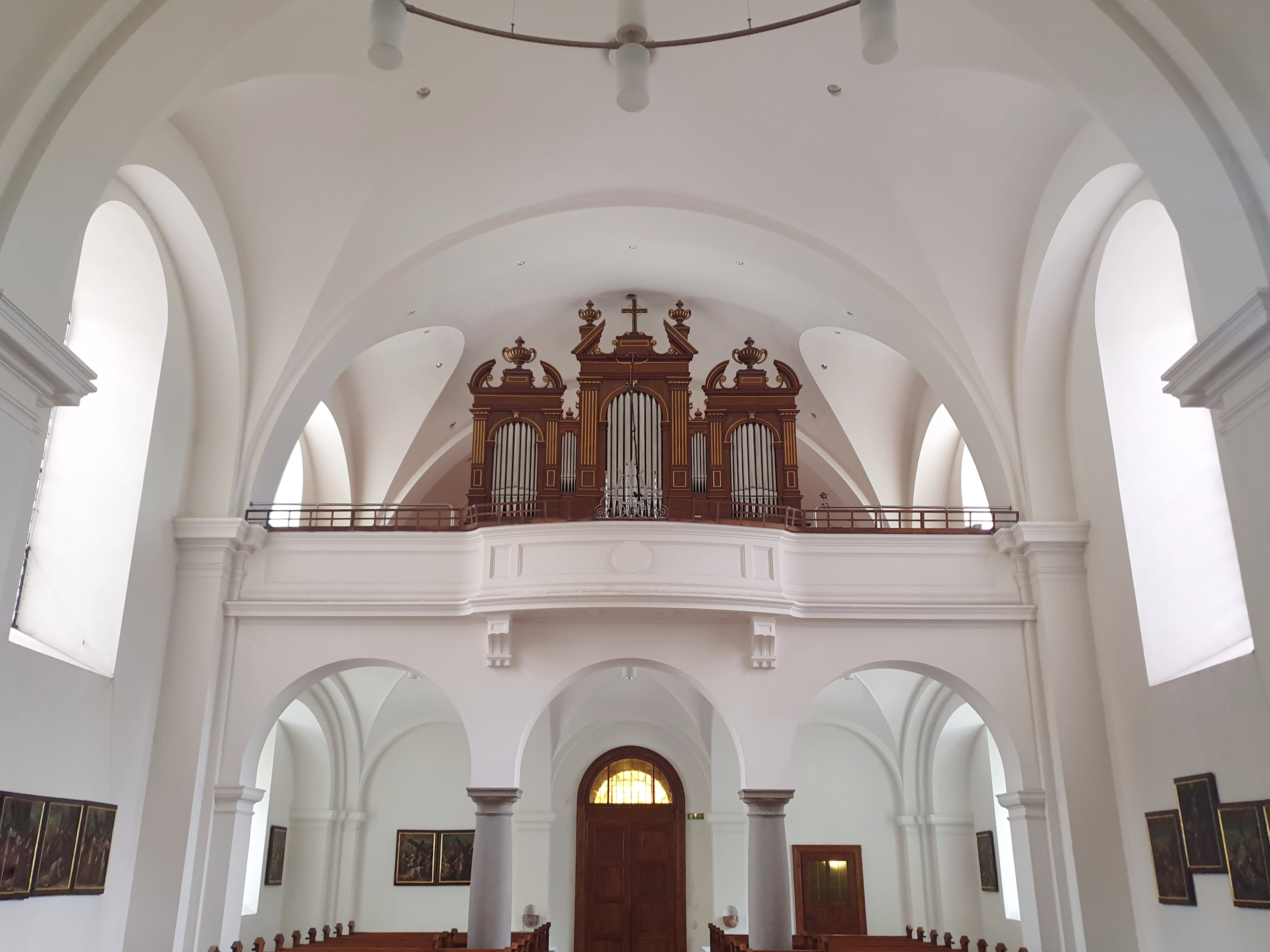
Blick zur Orgelempore

Die Kirche wurde in den Jahren 1727 bis 1729 von Michael Prunner errichtet und 1841 um einen Turm im südlichen Chorwinkel ergänzt. Im Jahr 1911 wurde die Kirche massiv erweitert, dabei blieb von der ursprünglichen barocken Kirche nur der Chor erhalten. Die Freskenausmalung erfolgte in den Jahren 1932 bis 1933 durch Karl Reisenbichler.

## Ausstattung
Die ursprüngliche barocke Ausstattung blieb erhalten. Der Hochaltar von 1744 stammt aus Innsbruck. Das Altarbild stammt von Johann Georg Grasmair. Dieser malte es 1764. Die beiden Seitenaltäre von 1740 weisen bemerkenswerten figuralen Schmuck auf. Die Aufsatzfigur am rechten Seitenaltar stammt wahrscheinlich aus anderer Hand als die restlichen Figuren, dürfte aber mit jenen am rechten Seitenaltar der Pfarrkirche Gmunden vergleichbar sein. Die Kanzel von 1730 stammt von Franz Anton Koch aus Mondsee. Am Triumphbogen ist eine Kreuzigungsgruppe von 1700. In der Kirche sind einige weitere barocke Figuren, die um 1700 entstanden. sowie Ölbilder der zwölf Apostel aus dem 18. Jahrhundert und Kreuzwegbilder aus dem letzten Viertel des 18. Jahrhunderts.